# روبرت كرولي
روبرت كرولي (بالإنجليزية: Robert Crowley)‏ هو لاعب كرة قدم أمريكي، ولد في 13 يوليو 1924، وتوفي في 8 أكتوبر 2000.